# Euthalia whiteheadi
Euthalia whiteheadi är en fjärilsart som beskrevs av Smith 1889. Euthalia whiteheadi ingår i släktet Euthalia och familjen praktfjärilar. Inga underarter finns listade i Catalogue of Life.